# Caricaturile politice arabe
Caricaturile politice, numite de asemenea caricaturi editoriale datorită faptului că apar în paginile editoriale ale ziarelor, exprima opinii despre evenimentele importante și despre populație.Ele sunt subiective și prin urmare suporta mai multe similarități cu articolele personale decât cu celelalte forme ale jurnalismului. Acest fapt le face să pară și mai interesante dintr-un punct de vedere istoric, deoarece adesea ele oglindesc opinii și curente care circulă în societate. Pe lângă acestea, se consideră că subiectivitatea dezvăluită a caricaturilor fac din caricatura politică o împrejurare relativ onestă. Ele pot fi conformiste sau subversive, adevărate din punct de vedere politic sau dăunătoare. Influențați de caricaturistul american Saul Steinberg, caricaturiștii moderni încalcă regulile precedente de estetică precum utilizarea liniilor,a umbrelor,a nuanțelor precum și a punctelor și utilizarea cuvintelor a început să fie evitată. Desenele au început să devină mai simple și mai stilizate, iar folosirea cuvintelor și a textelor începea să fie evitată. Caricaturiștii au devenit mult mai serioși în ceea ce privea arta lor. 
Un rezultat al acestor caricaturi care aspirau spre valori universale a fost eliminarea umorului. Cum noua generație de caricaturiști considerau caricatura că o armă într-o luptă socială aprigă,caricaturile au început să devină cunoscute. Eliminarea cuvintelor și a umorului asociată cu aspirația spre universalitate tindea să creeze un context social și istoric al caricaturilor nespecificat, cu alte cuvinte, greu de identificat de către oamenii de rând. În ciuda marginalizării sporite între anii 1970 și 1980, caricaturiștii moderni au supraviețuit prin rețeaua instituțională Asociația Caricaturiștilor, fondată în 1969.

## Caricaturile în Orientul Mijlociu
Caricaturile din lumea arabă sunt politizate, și datorită inculturii și cenzurii ale cuvintelor scrise, sunt foarte răspândite. Caricaturiștilor le este acordată o mare importanță în cultura arabă populară. Asemenea multor jurnaliști, caricaturiștii au plătit cu viața pentru munca lor. Caricaturistul palestinian Năji al-Ali a fost ucis în Londra, în 1987. În ziua de azi, el este marginalizat în planul de inavatamant din Egipt, datorită atacurilor sale caricaturiste la adresa președintelui Anwar Sadat. 
Unul dintre cei mai de elită reprezentanți ai caricaturilor politice a fost Mahmoud Kahil, care a murit la vârsta de șaizeci și șase de ani, în anul 2003. Caricaturile dezlănțuite ale lui Kahil erau de obicei văzute în Asharq al-Awsat, al-Majalla și Arab News însă a ajuns și în restul lumii prin contribuțiile sale la jurnalul Middle East Internațional. Kahil a părăsit Libanul în 1975, când a izbucnit războiul civil. Odată ajuns în Londra, reputația sa a crescut. Una dintre caricaturile sale faimoase prezintă un anume Domnul Pământ, un personaj cu mustață, reprezentând lumea arabă. A fost un critic al primului ministru israelian Ariel Sharon, pe care adesea îl înfățișa cu o gură din care curgea sânge palestinian. Kahil a fost de asemenea cunoscut pentru caricaturile sale cu pacea reprezentată de un porumbel, care erau desenate în speranța încetării conflictului între Israel și Palestina. Acest porumbel apărea în multe exemple: fie învins, plin de vânătăi, sau făcându-și bagajele. 
În ziua de azi, ambele lumi, cea occidentală și cea arabă sunt inundate de imagini precum cele de la televizor, reclame, filme, reviste, desene animate etc. Totuși,în istoria culturii arabe ilustrarea nu a avut un statut de care cultura occidentală se bucură. Douglas și Malti-Douglas discuta despre revistele de caricaturi,ca fiind strâns legate de modurile iconografice occidentale de comunicare, pe când în civilizația arabo-islamica imaginea este cea intuita iar cuvintele sunt sacre. Așadar,ilustrațiile  sunt legate de religie în Occident,spre deosebire de ilustrațiile arabe care nu au legătură cu religia. Coranul interzice ilustrarea pictorială a profetului Muhammad,pe când Biblia nu prezintă atâta strictețe în ceea ce privește ilustrarea lui Iisus. Ignorarea prohibiției Coranului atât de musulmani cât și de cei care nu sunt musulmani poate avea consecințe severe.
Într-adevăr,Islamul are un rol important în orice explicație a insuficientei de imagini istorice în cultura arabă. Dar poate că este mai mult decar atât. Arabii au fost numiți poporul limbii , adică poporul literaturii și al limbajului. Kishtainy se întoarce la beduini pentru a explica dezvoltarea culturii arabe
Cum nomazii din deșert erau mereu în deplasare , nativii din Peninsula Arabă nu au putut dezvolta orice fel de artă care presupunea o viață  stabilă, arta precum arhitectura sculptură , pictură și teatrul. Singura formă de artă pe care nomazii și-o puteau permite era cea care cerea cele mai mici și nevaloroase căruțe , greutăți și spații. 
Orice era conspirat să facă preocuparea artistică și mentală a arabilor complet abstractă. Alegebra, muzică, artă, geometria, decorațiile simetrice, monoteismul, poezia ritmică, disputele lingvistice și figurile de stil complexe au devenit plăceri intelectuale ale arabilor.
Însă tradiția artei pictoriale a venit dinafară pentru tărâmurile islamice. Caricaturile au început să apară în Orientul Mijlociu la jumătatea secolului al nouăsprezecelea și a coincis cu dezvoltarea influenței occidentale asupra Imperiului otoman. Gocek argumentează aceasta dezvoltare. Caricaturile politice au acompaniat dominația graduală a politicii, tehnologiei, și economiei Europei în restul lumii. Cei nonoccidentali ,inclusiv Orientul Mijlociu au adoptat această cale pentru a batjocori occidentalizarea lor și să satirizeze conducătorii occidentali. Miturile locale și elementele estetice au fost sintetizate rapid de către aceste interpretări.
Arta ,așadar, a fost importată și adaptată necesitaților locale. Ar trebui acest aspect să fie văzut că pe un lucru pozitiv sau doar un alt aspect al expansiunii occidentale? Ar trebui ca influxul culturii europene să fie interpretat în zone coloniale că „imperialism cultural”? Unii așa ar spune, pe când alții susțin că acei dominați de o putere colonială au învățat în cele din urmă să își folosească noile forme de cultură adoptate în avantajul lor. Cât despre caricaturile politice, conform lui Gocek, îmbinarea unei arte occidentale esențiale cu ingredientele Orientului Mijlociu a rezultat un amestec. A adăugat caricaturilor încă un strat de ambiguitate care oferea spațiu lecturilor facultative.Faptul că acele caricaturi politice nu sunt forme de artă arabe autentice nu înseamnă că ele sunt imitații. Există unele asemănări și un vocabular vizual împărtășit între noțiunile de caricatura occidentale și arabe,însă tradițiile sunt foarte diferite.
Antenele parabolice erau relativ noi apărute în Orientul Mijlociu în acea vreme, și cum oamenii schimbau canalele de la cele locale la cele internaționale a fost evident că pentru ei știrile nu erau obiective. În acea perioadă caricaturile satirizau problemele legate de mass media și forța lumea să întrebe ce adesea vedeau pe ecranul televizorului. Deși caricaturile simplifică chestiunile complexe într-un amestec de imagine și texte ușor de înțeles, împinge lumea să gândească într-un mod în care televiziunea nu îl încurajează.
Caricaturile reduc natura politică a unei țări într-o singură individualitate, susține Iraq sau Statele Unite ale Americii: Saddam Hussein, Bush sau într-o femeie care simbolizează acea țară. Tot la acea vreme, imaginea grafică acorda o dimensiune speculativă și interogativa. În contrast cu aceasta, televiziunea descurajează meditarea asupra unor probleme complexe de context, istorie, gen, cultura și relații internaționale
Caricaturiștii arabi acționează în cadrul regimurilor de cenzură și stabilesc controlul. Caricaturizarea regelui,a conducătorilor politici sau a miniștrilor este adesea pedepsită cu închisoare. Guvernele adesea găsesc modalități de a împiedica exprimarea liberă și de a se opune în calea caricaturiștilor nedoriți.
Există o solidaritate arabă remarcabilă afișată în caricaturi. Se pare că există  înțelegere secretă între caricaturiștii care constituie un popor arab și ale căror guvern este constituit din nătărăi corupți și lași. Atacul Libanului reprezintă o lovitură pentru toți arabii și informațiile sunt imediat trimise către Iraq, Palestina, etc. Opoziția Libanului, opoziția Palestinei, și opoziția Hezbollahei sunt adesea contopite cu opoziția arabilor, precum cea exprimată de caricaturi. Batjocura este îndreptată către vecinii arabilor pentru inabilitatea lor sau lipsei lor de dorința de a interveni. Acești vecini sunt de obicei anonimi, dar sunt înfățișați în îmbrăcăminte cu stil specific Golfului și bonete indicând faptul că sunt posibili șeici sau oameni influenți. Cu toate acestea, caricaturile nu afișează explicit familia regală saudită sau oricare altă familie influență din Golf.